# Seo Jeong-in
Seo Jeong-in (* 20. Dezember 1936 in Sunch'ŏn in der Provinz Süd-Chŏlla; † 14. April 2025) war ein südkoreanischer Schriftsteller.

## Leben
Seo Jeong-in wurde 1936 geboren. Im Alter von 13 Jahren erlebte er einen Aufstand in seiner Heimat mit und im Alter von 15 Jahren den Koreakrieg. Er wuchs in einer Zeit ideologischer Konfrontationen und mit der ständigen Angst vor Krieg auf. Mit Beginn seines Studiums begann er unzählige Werke aus dem englischen Sprachraum zu lesen, welche später seine Literatur stark beeinflussten.
Ab dem 23. Lebensjahr absolvierte er seine Wehrpflicht als Leutnant. Seine Erlebnisse beim Militär schilderte er einprägsam in Werken wie Der Rücktransport. Nach der Entlassung aus der Armee studierte er Anglistik an der Seoul National University und arbeitete danach in einer Oberschule als Englischlehrer. Die Erzählung Tantchen Naju schildert die Erfahrungen des Schriftstellers im schulischen Bereich, wo Autorität und ununterbrochene Heuchelei gang und gäbe sind. Später wurde er als Hochschullehrer berufen und beschäftigte sich weiter mit seiner schriftstellerischen Tätigkeit. Er zählte nicht zu den produktivsten Schriftstellern, doch hatte jedes einzelne Werk von ihm großen Erfolg. In seinem späteren Schaffen erweiterte er die Themen, die er literarisch verarbeitete, und zeigte Talent auf dem Gebiet des Epos und des Geschichtsromans. Er gewann mit seinen künstlerischen Leistungen verschiedene Literaturpreise.
In den Romanen von Seo Jeong-in kommt die Kindheit fast nie vor. Ob dies mit seinen Kindheitserinnerungen an den Koreakrieges zusammenhängt, lässt sich nur vermuten. Seine Kindheit, in der er während des Krieges ein Massaker und eine die menschliche Vorstellungskraft übertreffende Brutalität beobachtet hatte, schien er sich nicht so einfach ins Bewusstsein zurückrufen zu wollen. „Diese Probleme sind in meinem Gedächtnis noch nicht verarbeitet, und ich muss mich daher irgendwann ernsthaft damit auseinandersetzen“, gab er preis. Seine literarische Welt war durch drei miteinander verschmolzene Elemente charakterisiert: die grauenhaften Erlebnisse der Kriegstage, die Wunden eines hilflosen Menschen, der beim Militär die Vernichtung auch des letzten Funken von Vernunft und Menschlichkeit erfährt, sowie die Erlebnisse im späteren Beruf als Lehrer und Professor.

## Arbeiten

### Erzählbände
- 토요일과 금요일 사이 (Zwischen Samstag und Freitag) Seoul: Munhak-kwa chisŏngsa, 1980
- 철쭉제 (Das Rhododendron-Fest) Seoul: Minŭmsa, 1986
- 붕어 (Die Karausche) Seoul: Segyesa, 1994
- 가위 (Die Schere) Seoul: Korea, 1987

### Romane
- 달궁 (Talgung) 3-bändig, Seoul: Minŭmsa, 1987–1990
- 봄꽃 가을열매 (Frühlingsblume und Herbstfrucht) Seoul: Hyŏndae sosŏlsa, 1991
- 베네치아에서 만난 사람 (Begegnung in Venedig) Seoul: Chakka chŏngsin, 1998
- 용병대장 (Der Söldnerführer) Seoul: Munhak-kwa chisŏngsa, 2000

### Übersetzungen

#### Deutsch
- Heimkehr in: Anthologie koreanischer Erzählungen. München: dtv 2005 ISBN 978-3-423-13381-4

#### Englisch
- Home-Coming and Other Korean Short Stories Seoul: Sisa yongosa 1983

#### Französisch
- Défilé Paris: Librairie galerie Racine 1999
- Talgung Paris: Seuil 2001
- Talgung 2 (unveröffentlicht)
- L'Homme de Venise (unveröffentlicht)
- Talgung 3 (unveröffentlicht)

## Auszeichnungen
- 2010 – Sunch'ŏn Literaturpreis
- 2002 – Isan-Literaturpreis
- 2001 – Taesan Literaturpreis in der Kategorie Übersetzung
- 1999 – Taesan Literaturpreis
- 1998 – Kim Tong-ni Literaturpreis
- 1995 – Tongsŏ Literaturpreis
- 1986 – Hankook-Ilbo-Literaturpreis
- 1984 – Wŏlt'an Literaturpreis
- 1962 – Sasangye Literaturpreis für neue Autoren